# Bahrain World Trade Center
Bahrain World Trade Center (poznat i kao Bahrain WTC ili BWTC) je 240 m visoki građevinski kompleks koji se sastoji od dva nebodera a nalazi u bahreinskom glavnom gradu Manami. Neboderi su se gradili od 2004. do 2008. a dizajnirala ih je ih je multinacionalna arhitektonska tvrtka Atkins. BWTC je prvi neboder na svijetu u čiji dizajn su integrirane vjetroturbine. Ukupna vrijednost cijelog projekta iznosila je 150 milijuna USD.
Bahrain World Trade Center se sastoji od 50 katova te ima 4 lifta a nalazi se u blizini ceste kralja Faisala te drugih bahreinskih zgrada izgrađenih u suvremenom arhitektonskom stilu. Bahrain WTC je trenutno 2. najveća zgrada u Bahreinu, nakon kompleksa Bahrain Financial Harbour koji se također sastoji od dva nebodera.
BWTC je dobitnik dvije nagrade za održivost, i to:
- LEAF nagrada za najbolju uporabu tehnologije (2006.) i
- Svjetska arapska nagrada za održivi dizajn u graditeljstvu.[1]

## Vjetroturbine
Neboderi su povezani s tri tzv. nebeska mosta gdje svaki most ima ugrađenu vjetroturbinu snage 225 kW koja pomoću vjetra može proizvesti 675 kW električne energije. Svaka od tih turbina ima promjer od 29 m te su usmjerene prema sjeveru jer od tamo dolazi vjetar iz Perzijskog zaljeva. Zgrade su dizajnirane u obliku jedra kako bi vjetar što brže dolazio do turbina. To je potvrđeno i kroz testiranja vjetra u aerotunelima koje je potvrdilo da zgrada može stvoriti tok S oblika čime se osigurava da do središnje osi turbine dolazi bilo koji vjetar pod kutom od 45°. Time se značajno povećava potencijal za proizvodnju električne energije. Od samih vjetroturbina se očekuje da osiguraju između 11 i 15% ukupne potrošnje električnom energijom u Bahrain World Trade Center, odnosno otprilike 1,1 – 1,8 GWh godišnje. Ta količina struje je ekvivalent za godišnje osvjetljenje 300 domova.
Sve tri vjetroturbine su prvi puta pokrenute 8. travnja 2008. te se očekuje da će raditi 50% dana.

## Vanjske poveznice
- Službena web stranica  Arhivirana inačica izvorne stranice od 26. prosinca 2018. (Wayback Machine)
- Bahrain World Trade Center Captures Innovation Award
- Skyscraper powered by wind
- The World Trade Center with giant turbines